# Psyche

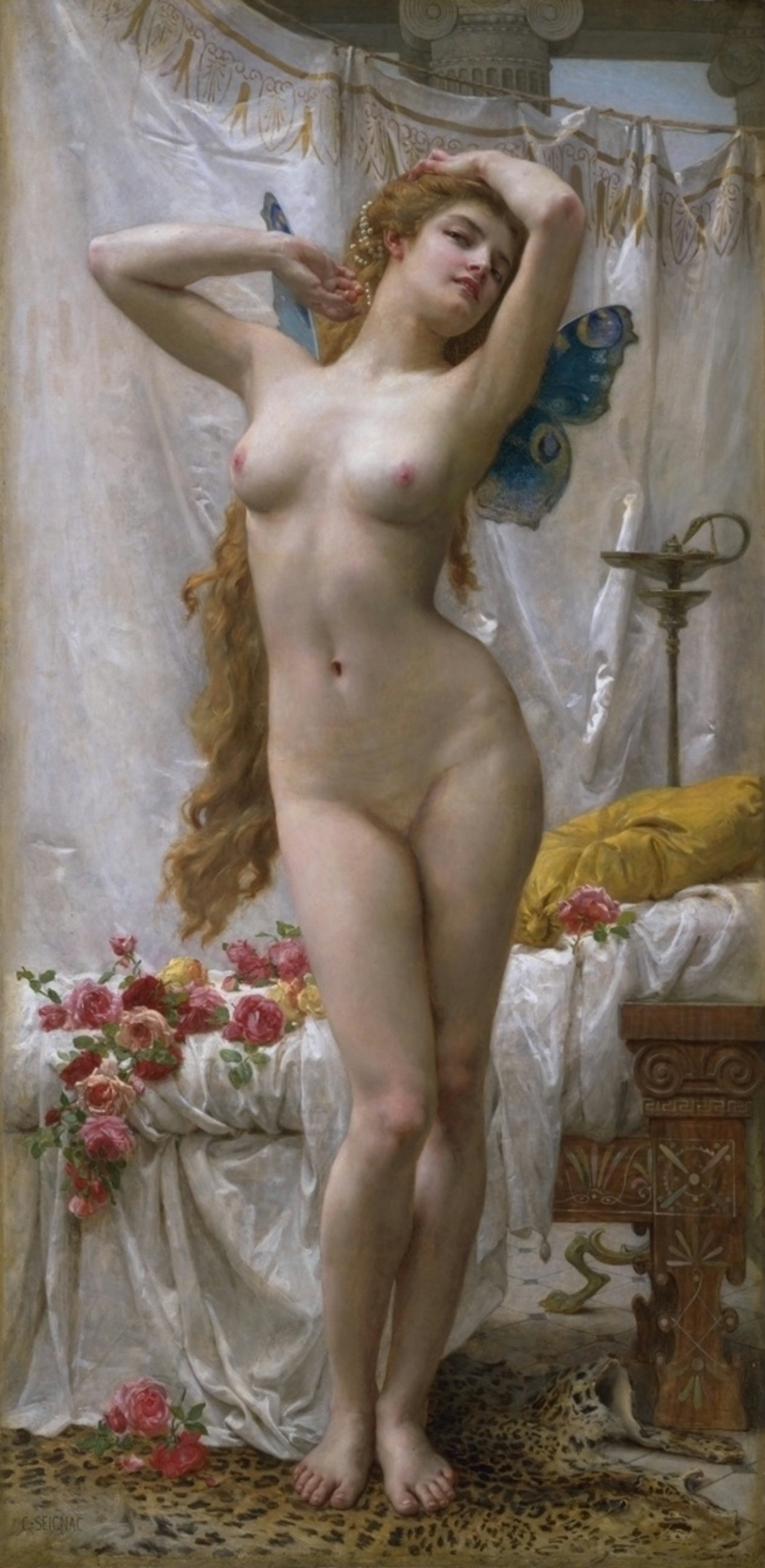
Psyche qua nét vẽ của Seignac Guillaume

Psyche (tiếng Hy Lạp: Ψυχή, đã Latinh hoá: Psukhḗ, có nghĩa là "Tâm hồn") là một người phụ nữ xinh đẹp trong thần thoại Hy Lạp. Nàng là vợ của thần tình yêu Eros (Cupid) và mẹ của Hedone. Mối tình của Psyche và Eros là một trong những mối tình đẹp trong thần thoại Hy Lap.

## Thân thế
Psyche là con gái út của một vị vua ở một xứ sở trong thần thoại (một xứ nọ không xác định). Nàng là em út trong 3 chị em và là người có sắc đẹp vượt trội so với các chị của mình, thậm chí có lời đồn đoán rằng nàng có sắc đẹp vượt hơn cả sắc đẹp của nữ thần Aphrodite (Venus). Điều này đã làm cho thần Aphrodite không bằng lòng và quyết định sẽ trừng phạt nàng. Thần Aphrodite cho gọi con trai của mình – thần tình yêu Eros – và bảo: "Con hãy làm sao cho Psyche yêu một kẻ hèn mạt nhất." Thần Eros nghe theo mẹ xuống trần thế nhưng khi thần nhìn thấy Psyche, đã phải lòng (trong tài liệu khác nói rằng do thần Eros sửng sốt trước vẻ đẹp của Psyche đã lỡ tay cắm nhầm mũi tên vàng vào chính mình) và quyết định rằng người đẹp phải trở thành vợ mình và thần đã làm cho tất cả các chàng trai khác phải rời bỏ nàng bằng cách bôi thuốc thần lên môi nàng, như vậy thần mới có thể độc chiếm nàng.

## Sống với Eros

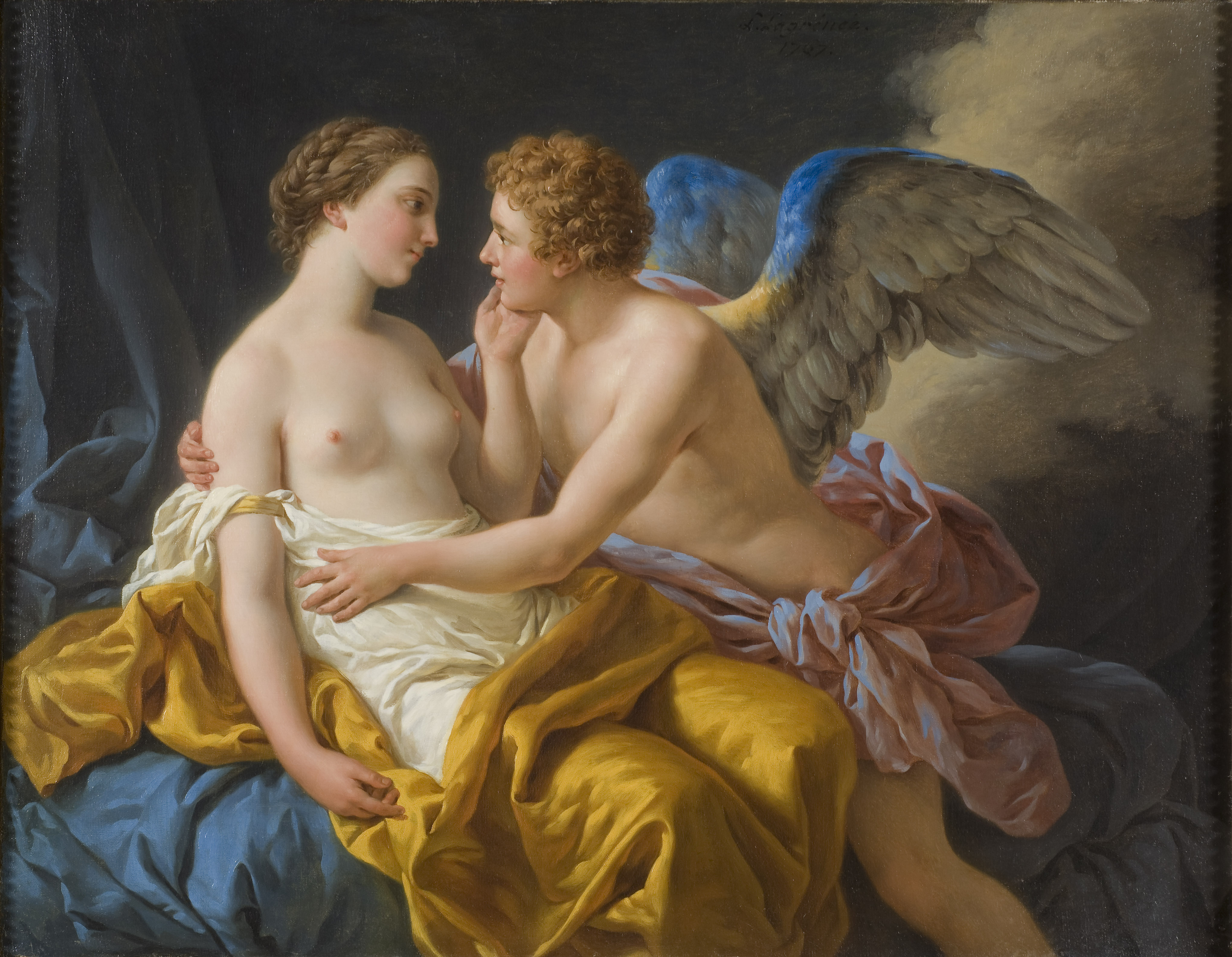
Psyche và chồng

Nhà vua và hoàng hậu cứ băn khoăn một điều: hai cô chị đều đã đi lấy chồng thế mà Psyche vẫn sống với cha mẹ mà không thấy một chàng trai nào dặng hỏi. Nhà vua đã tìm tới điện thờ Delphi để nghe lời khuyên của các vị thần, lời sấm truyền (được thần Eros nhờ thần Apollo đưa giả) nói rằng công chúa có một số phận không bình thường nên không thể kết hôn với người phàm tục. Lời sấm truyền khuyên nhà vua về mặc áo cưới cô dâu cho công chúa rồi dẫn nàng lên đỉnh núi chờ một chàng rể mà công chúa chưa biết mặt. Cả vua và hoàng hậu đều tỏ ra lo lắng và buồn phiền nhưng không dám trái ý thần thánh nên họ đã làm theo lời sấm truyền.
Sau đó, người dân trong thành cùng vua và hoàng hậu đã đưa tiễn Psyche lên đỉnh núi và bỏ nàng tại đó. Tại đỉnh núi này, thần Eros đã chờ sẵn Psyche để kết hôn và cùng chung sống trong một lâu đài tráng lệ, dù chung sống với nhau hạnh phúc, nàng Psyche lại không được phép thấy mặt chồng vì chàng chỉ xuất hiện và ở cùng nàng trong đêm tối (thần Eros không muốn mẹ phát hiện mình đã làm trái lời mẹ và kết hôn với Psyche).
Dù vậy, Psyche rất nhớ gia đình, nàng đã bất chấp lời can ngăn của Eros và xin phép được gặp 2 cô chị gái, cuối cùng thần Eros cũng phải cho phép nàng làm điều mình muốn. Sau khi đón 2 cô chị lên thăm, nhìn thấy cô em gái còn sống và khoẻ mạnh họ vô cùng mừng rỡ. Nhưng khi Psyche kể cho họ nghe rằng nàng vô cùng hạnh phúc và dẫn họ đi quanh cung điện, cho họ thấy sự sung túc của mình, trong lòng 2 cô chị trỗi dậy lòng ghen tỵ. Khi 2 cô chị hỏi về người chồng thì nàng Psyche đã hồn nhiên trả lời rằng chồng của nàng tốt bụng, luôn dịu dàng và có lẽ còn rất trẻ nhưng nàng không khẳng định được điều này vì chồng chỉ đến với nàng trong đêm tối. Nghe xong những điều này thì các cô chị lại càng ghen hơn nữa và nảy sinh ý đồ xấu với em gái.
Họ bịa đặt các câu chuyện về chồng của nàng và khuyên Psyche nên xem mặt và giết ông chồng này. Các cô chị nói: "Em hãy giấu đèn và một con dao dưới giường, đợi khi nào chồng em ngủ hãy thắp đèn lên và soi mặt nó, nếu nó là con quái vật thì hãy dùng dao dâm chết". Thế rồi 2 cô chị nham hiểm trở về nhà, bỏ lại cô em trong sợ hãi và đau khổ. Sau khi hoàn hồn lại Psyche tỏ ra nghi ngờ những lời 2 cô chị và nàng quyết định trước khi giết chồng phải nhìn rõ mặt để xem có đúng chồng mình là quái vật ác độc và kinh tởm như lời các cô chị hay không. Nàng nghe theo chị giấu đèn và dao dưới giường chờ chồng về.

## Chia tay với Eros

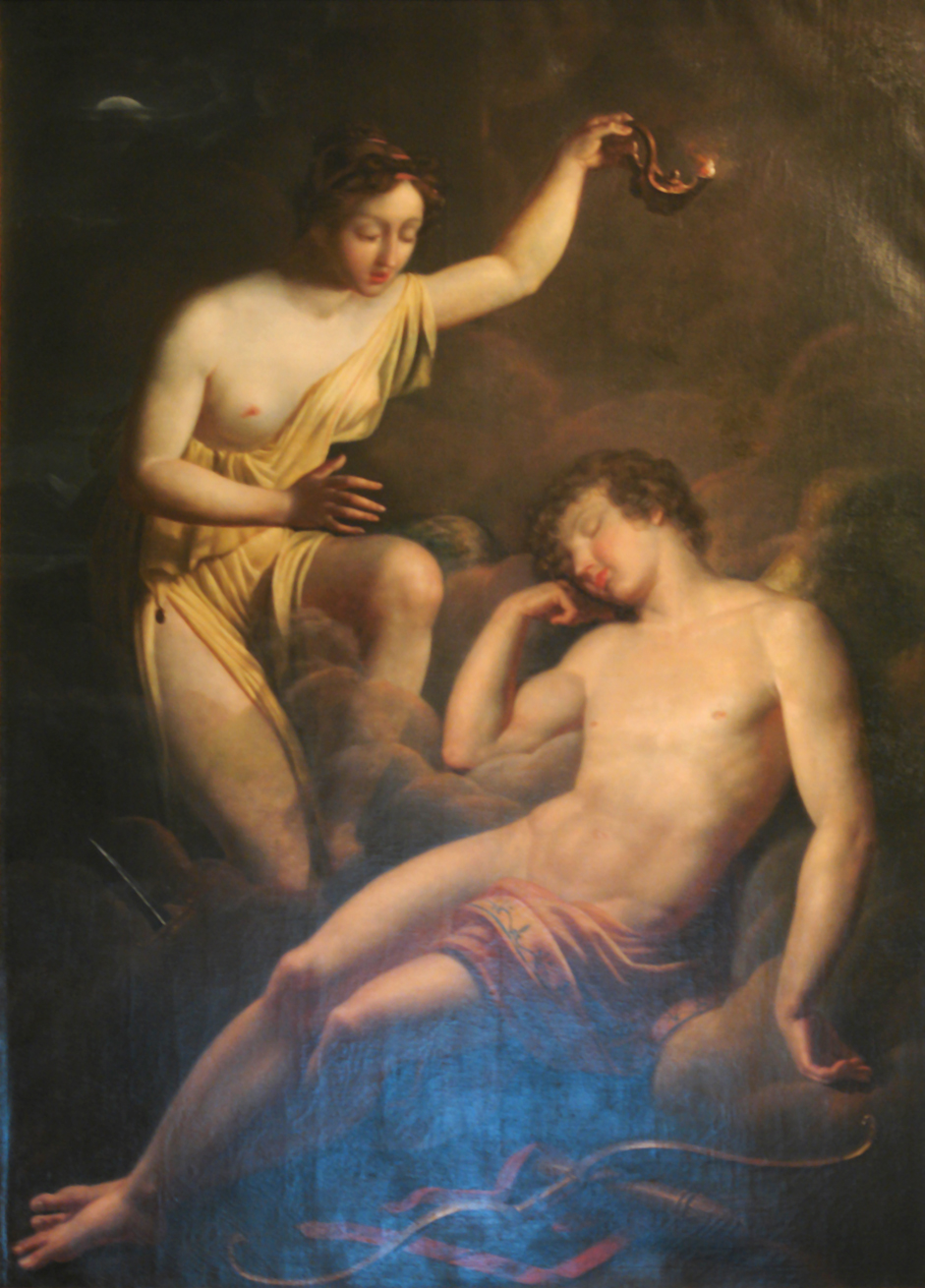
Psyche xem mặt Eros

Đến đêm, như thường lệ, thần Eros đến với Psyche. Khi Eros ngủ thiếp đi, Psyche lặng lẽ châm đèn, sợ hãi nhìn lên người chồng của mình và vui mừng nhưng cô bất cẩn làm rơi một giọt dầu nóng rơi xuống vai người chồng đang ngủ. Ngay lập tức thần Eros tỉnh dậy. Nhìn thấy Psyche với cây đèn và con dao trong tay, chàng đã nhìn vào đôi mắt của Psyche rồi bỏ đi mà không để lại một lời.
Nàng Psyche còn lại một mình suốt ngày chỉ biết khóc và thầm nguyền rủa sự nông nổi, cả tin của mình. Sau đó nàng từ giã cung điện nguy nga kia để lên đường đi tìm kiếm người chồng yêu dấu. Còn thần Eros thì đã bay về cung điện của thần Aphrodite. Bờ vai bị bỏng càng đau thêm khiến chàng kêu lên đau đớn. Thần Aphrodite giận đứa con của mình vì đã làm trái ý mẹ kết hôn với Psyche, nhưng thần con giận Psyche hơn nữa. Thần Aphrodite cấm các thiên thần và người trần giúp đỡ nàng Psyche bất hạnh kia, cấm không được ai che chở hoặc an ủi nàng. Còn nàng Psyche sau một thời gian dài phiêu bạt khắp nơi tìm chồng, nhờ dọn dẹp thánh điện của nữ thần Demeter, nàng đã được thần chỉ dẫn tới cung điện của thần Aphrodite để nhận lỗi.

## Mở chiếc hộp tử thần

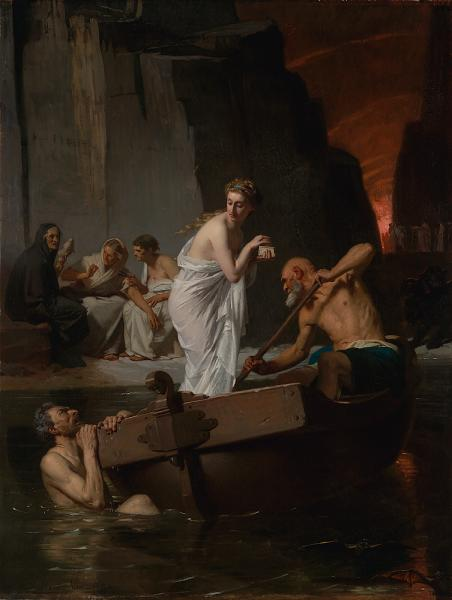
Psyche xuống địa ngục

Thần Aphrodite đón Psyche bằng những lời chửi rủa và nhạo báng. Cho rằng Psyche chỉ đáng làm người hầu, bà đã thử thách Psyche nhưng cô đều vượt qua. Đầu tiên bà đã sai lấy hạt kê, đại mạch, hạt anh túc và đậu ván trộn lẫn vào nhau trong một thúng to rồi sai Psyche phải nhặt chúng ra từng loại nhưng công việc đã hoàn thành nhờ giúp đỡ của bầy kiến, thần Aphrodite rất ngạc nhiên và tức giận, thần chỉ ném cho Psyche một ổ bánh mì đen rồi bỏ đi. Kế tiếp, Aphrodite ra lệnh cho Psyche đi vào rừng, nơi có bầy cừu lông vàng đang gặm cỏ để lấy lông của chúng mang về. Psyche chờ đến buổi trưa và nhặt lông cừu mắc ở cây sậy và đã mang về một bó lông cừu vàng.
Nhưng thần Aphrodite vẫn chưa hài lòng và ra lệnh cho Psyche phải lấy một bình nước nguồn từ con suối trên đỉnh vách đá cao dựng đứng. Khi Psyche ôm chiếc bình pha lê đứng dưới chân vách đá nhìn lên tuyệt vọng thì có một con đại bàng bay ngang qua. Đại bàng chộp lấy bình pha lê rồi bay lên đỉnh vách đá múc đầy bình nước nguồn xuống trao cho nàng. 

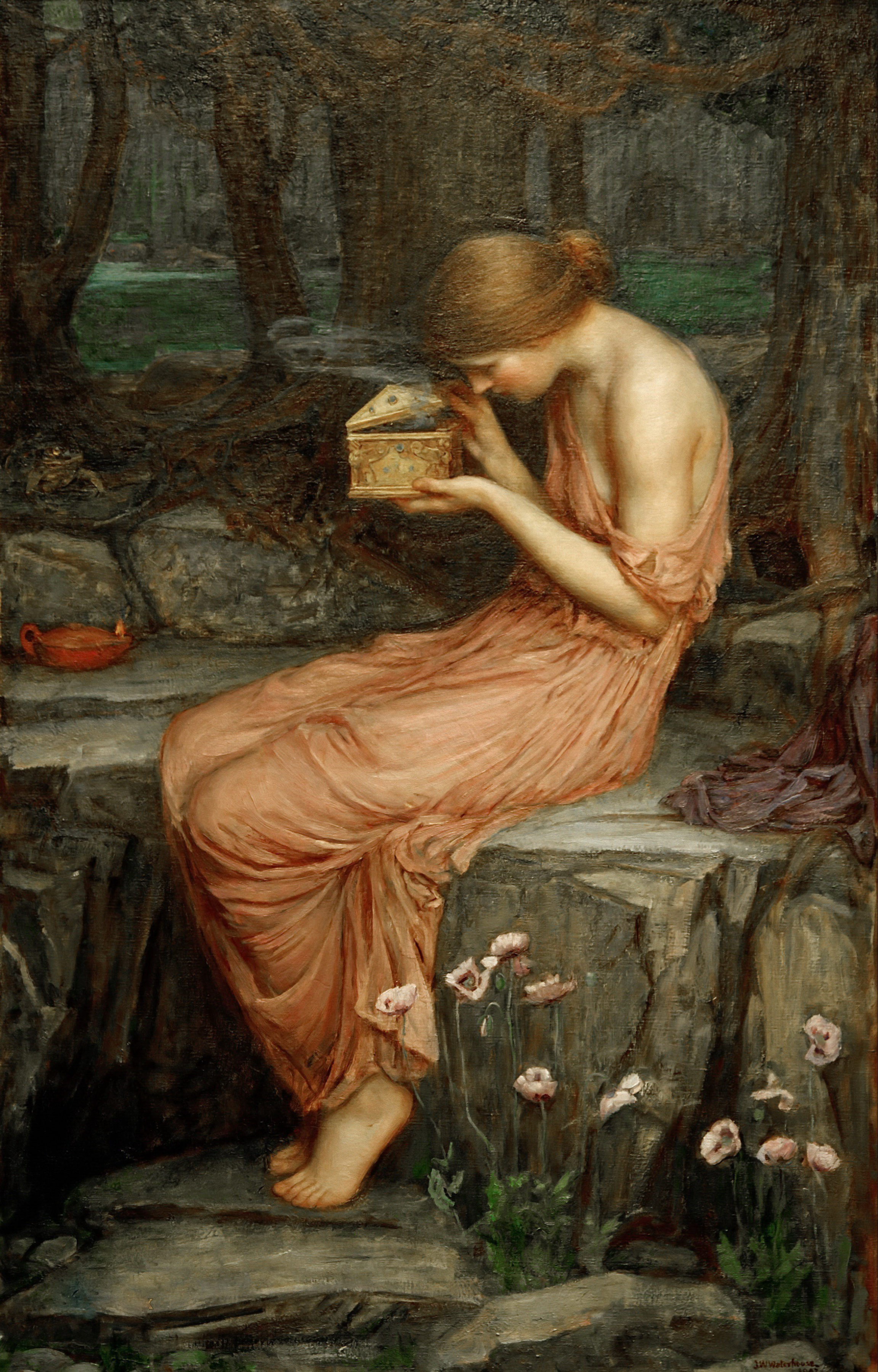
Psyche mở chiếc hộp tử thần

Thần Aphrodite tức giận, nghĩ ra một việc mới, bắt Psyche đi xuống địa ngục, nơi mà thần Hades thống lĩnh hỏi xin Persephone một chút sắc đẹp vào một chiếc hộp, không được mở ra rồi mang về cho bà. Nhờ lời khuyên của Eros, nàng lấy 2 đồng xu và 2 ổ bánh mì rồi xuống địa ngục.
Psyche đưa 2 đồng xu cho gã chèo đò Charon và 3 ổ bánh mì cho con chó 3 đầu Cerberus. Cuối cùng Psyche cũng tới được cung điện Địa ngục. Nàng theo lời căn dặn của thần Aphrodite, xin thần Persephone một chút sắc đẹp vào chiếc hộp. Thần Persephone nhận chiếc hộp và cho thứ gì đó vào trong rồi đưa trả lại cho nàng. Khi mang chiếc hộp đem về cho thần Aphrodite, Psyche đã tò mò mở chiếc hộp - chứa thứ gọi là "giấc ngủ" - và chìm vào giấc ngủ vĩnh hằng.
Lúc này vết bỏng trên vai thần Eros đã lành, cả cơn đau và cơn giận Psyche cũng đã đi qua. Chàng bay đi tìm vợ và tìm thấy nàng đang ngủ say. Chàng đã thu hồi "giấc ngủ" lại chiếc hộp và đánh thức nàng bằng một nụ hôn nồng thắm. Psyche kể cho chồng nghe về những chuyện mà thần Aphrodite đã làm đối với nàng. Sau khi nghe toàn bộ câu chuyện, thần Eros hứa với vợ rằng từ nay sẽ không bao giờ xảy ra điều đó nữa.
Eros bay đến gặp thần Zeus để nhờ ông hoà giải chuyện giữa mẹ mình và Psyche. Thần Zeus đã đồng ý ban sự bất tử cho Psyche. Ông rót đầy một cốc mật hoa (rượu thần) đưa cho Psyche uống để nàng trở thành tiên như chồng của mình. Các vị thần ngợi ca sắc đẹp và phẩm hạnh của nàng, nữ thần sắc đẹp Aphrodite cũng đành hoà giải và chấp nhận cô con dâu của mình. Sau này vợ chồng Eros và Psyche sinh một đứa con gái có tên là Hedone (Voluptas - Hạnh phúc, ham muốn).

## Tham khảo

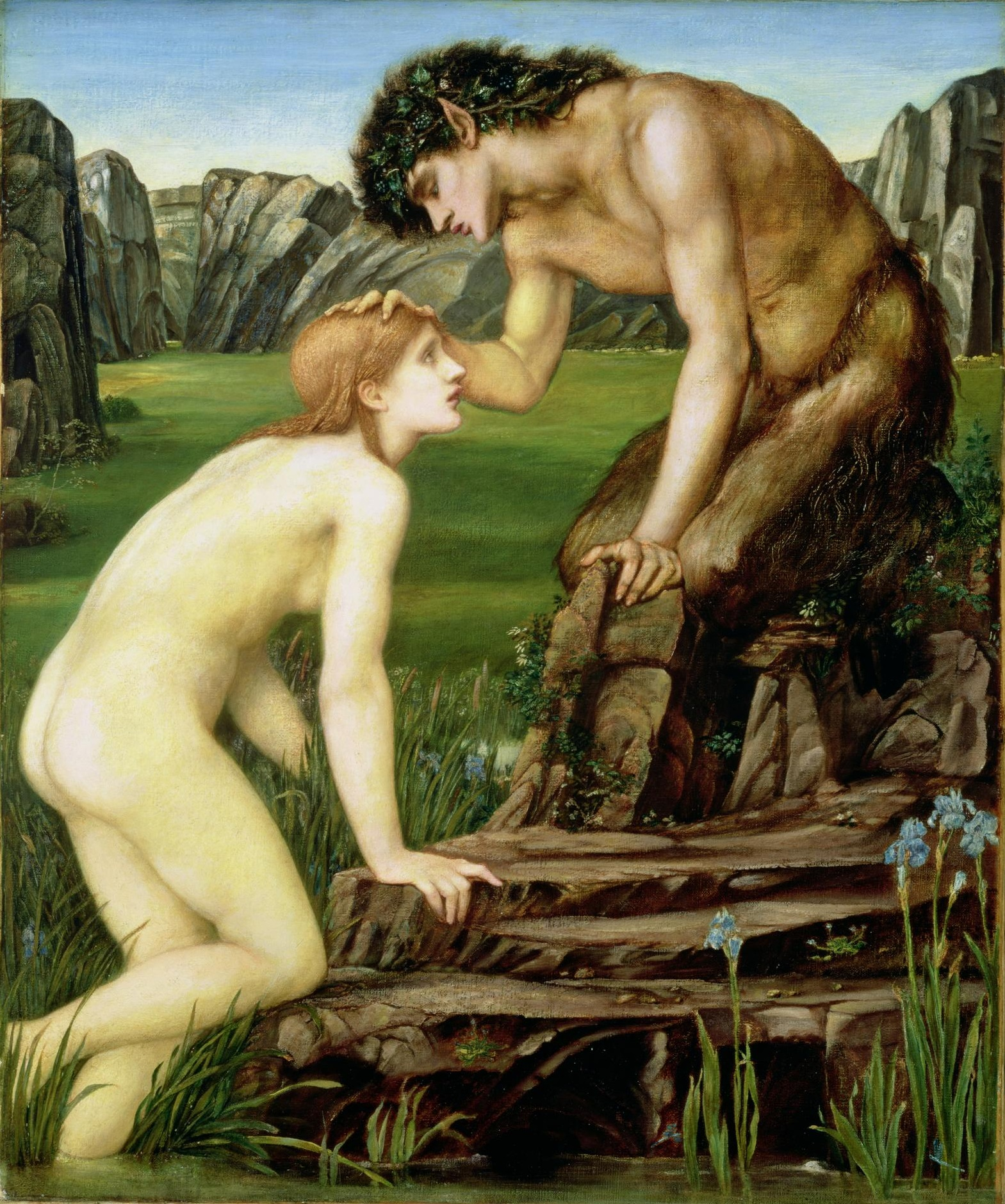
Psyche và Pan